# 徳島県立工業技術センター
徳島県立工業技術センター（とくしまけんりつこうぎょうぎじゅつセンター、英称:Tokushima Prefectural Industrial Technology Center）は、徳島県徳島市雑賀町にある県内産業の技術の向上と発展を図るための施設。
研究開発、技術相談、技術情報の提供、依頼による試験・分析及び試験研究機器・施設の開放を行っている。

## 各課
- 総務課
- 企画情報課
- 材料技術課
- 電子機械課
- 生活科学課
- 食品技術課
- 応用生物課
- 技術支援チーム
- LEDプロジェクトチーム
- 健康・医療産業事業化支援プロジェクトチーム

## 交通
- 国道11号を南下、国道55号を徳島県庁前より約3km南下、案内板を左折。
- 小松島方面から国道55号を北上、三軒屋外付近の案内板を右折。
- JR徳島駅下車、車で約20分。
- JR文化の森駅下車、徒歩約20分（約2km）。
- 小松島市営バス又は徳島バスの小松島方面行きに乗車し、「新浜」停留所下車後、道路を横断し勝浦川沿いの土手道を道なり（南西）に、案内板を右折後約100m、徒歩約20分（約2km）。